# Cordobilla de Lácara
Cordobilla de Lácara è un comune spagnolo di 1 026 abitanti situato nella comunità autonoma dell'Estremadura.